# Nytteplante
Nytteplanter er både vildtvoksende arter og kulturplanter, der bruges bl.a. som fødemidler for mennesker, som dyrefoder eller til tekniske formål. Prydplanter står derimod i en gruppering for sig.
For mere end 12.000 år siden begyndte mennesker i Mellemøsten og Anatolien ("Den frugtbare halvmåne") at dyrke kornsorterne enkorn, emmer, byg og rug, og dermed havde de "opfundet" landbrug som en fødevareproducerende levevis.
Ved udvælgelse af de sundeste, mest udbytterige og lettest dyrkelige planter, og ved anvendelse af kernerne som udsæd det følgende år forsøgte man at sikre høsten og at forbedre udbyttet. Dette blev suppleret ved dyrkningsmetoder som jordbehandling, ukrudtsbekæmpelse og gødskning med dyremøg. Da det viste sig, at de traditionelle dyrkningsmetoder ikke kunne forebygge hungersnød, opbyggede man (dvs. fysiokratisk indstillede forskere) i løbet af det 18. århundrede forsknings- og læreanstalter, der beskæftigede sig med systematisk plantedyrkning og plantebeskyttelse, og det sikrede og øgede udbytterne. 

## GMO
Fra 1980'erne har man desuden anvendt genetisk viden i arbejdet med at forbedre dyrkningsresultaterne. Dyrkningsarealet med brug af genetisk modificerede organismer (GMO) som nytteplanter dækker i USA mere end 100 millioner ha (2006), men i Europa er man i tvivl om de utilsigtede virkninger af GMO-planter, og dyrkningen er reguleret ved retslige begrænsninger.